# یهودی-مسیحی
اصطلاح یهودی-مسیحی (انگلیسی: Judeo-Christian) گروه مسیحیت و یهودیت را دسته‌بندی می‌کند چه در ارجاع به مشتق شدن مسیحیت از یهودیت چه در شباهت‌ها یا اشتراکات بین این دو مذهب.
استفاده از این اصطلاح به صورت Judæo Christian حداقل به قدمت نامه‌ای از اسکندر مک‌کال در ۱۷ اکتبر ۱۸۲۱ برمی‌گردد. این اصطلاح در این مورد به یهودیانی که به مسیحیت برگشته بودند اشاره می‌کند.